# Protomiltogramma parafacialis
Protomiltogramma parafacialis är en tvåvingeart som beskrevs av Hiromu Kurahashi och Leh 2008. Protomiltogramma parafacialis ingår i släktet Protomiltogramma och familjen köttflugor. Inga underarter finns listade i Catalogue of Life.